# Witzelroda
Witzelrode is een dorp in de Duitse gemeente Moorgrund in  Thüringen. De gemeente maakt deel uit van het Wartburgkreis. Witzelrode wordt voor het eerst genoemd in een oorkonde uit 1158. In 1994 fuseerde de tot dan zelfstandige gemeente met Gumpelstadt en Waldfisch tot  Moorgrund. De oude gemeente omvatte ook het dorp Neuendorf.